# Sancho al II-lea al Portugaliei
Sancho al II-lea al Portugaliei, supranumit Călugărul (în portugheză o Capelo), (n. 8 septembrie 1207, Coimbra, Portugalia – d. 4 ianuarie 1248, Toledo, Castilia-La Mancha, Spania) a fost cel de-al patrulea rege al Portugaliei, fiul cel mare al lui Afonso al II-lea al Portugaliei cu soția sa, Prințesa Urraca de Castilia. Sancho a devenit rege în 1223 și a fost urmat de fratele său, Afonso al III-lea, în 1247. A murit în exil la Toledo, pe 4 ianuarie 1248.
Pe vremea ascederii sale la tron, în 1223, Portugalia se afla într-un conflict diplomatic cu Biserica Catolică. Afonso II-lea, tatăl său, fusese excomunicat de papa Honorius al III-lea, din cauza încercărilor sale de a reduce puterea Bisericii în țară. Un tratat de 10 articole a fost semnat între papă și Sancho II-lea, dar regele nu a acordat atenție conținutului actului. Prioritatea sa era Reconquista, cucerirea sudului Peninsulei Iberice. Din 1236, Sancho II-lea a cucerit câteva orașe în Algarve și Alentejo, întărind poziția portugheză din regiune.
Sancho al II-lea s-a dovedit a fi un comandant capabil, dar în problemele administrative era mai puțin competent. Toată atenția sa era concentrată pe campaniile militare, deci terenul era liber pentru dispute interne. Nobilimea era dezgustată de comportamentul regelui și a început să conspire. Mai mult, clasa comercianților se certa frecvent cu clerul, fără nicio intervenție din partea regelui. Ca rezultat, arhiepiscopul de Porto a depus o plângere formală la Papă, în legătură cu statutul afacerilor. Deoarece Biserica avea o putere deosebită în secolul XIII, Papa nu a ezitat să elibereze un act ordonând portughezilor să-și aleagă un nou rege, înlocuindu-l pe așa-zisul „eretic”.
În 1264, nobilii recalcitranți l-au invitat pe fratele lui Sancho, Afonso, care locuia în Franța în calitate de Conte de Boulogne, să ocupe tronul. Afonso a renunțat imediat la posesiile sale din Franța și a plecat spre Portugalia. Sancho al II-lea a fost îndepărtat de la tron în 1247 și a ajuns să trăiască în exil la Toledo, unde a murit la 4 ianuarie 1248.
Sancho s-a însurat cu Mecia Lopez de Haro, o nobilă din Castilia, dar nu a avut fii legitimi.
1. ↑  Sancho II of Portugal, Find a Grave, accesat în 17 mai 2022
2. ↑  Sancho II de Portugal. El Capelo, Diccionario biográfico español, accesat în 9 octombrie 2017